# أول الميزان

النقطتان السوداوان هما نقطتا الاعتدال

في علم الفلك، أول الميزان أو نقطة الميزان أو نقطة الاعتدال الخريفي هي نقطة من مسار الشمس تمر منها الشمس من نصف الكرة الأرضية الشمالي إلى نصف الأرض الجنوبي، والذي يحدث في الاعتدال الخريفي، أي في 23 سبتمبر (بداية الخريف في نصف الكرة الشمالي للكوكب وبداية الربيع في نصف الكرة الجنوبي). تتقاطع مستويات خط الاستواء السماوي ومسار الشمس (المستوى الذي يتكون من مدار الأرض حول الشمس أو الحركة الظاهرة للشمس طوال العام) في خط مستقيم، والذي يوجد في أحد طرفيه نقطة الحمل وعند الطرف المقابل تمامًا، نقطة الميزان.
مطلعها المستقيم 12 ساعة وميلها صفر. نظرًا للمبادرة المحورية، تعود هذه النقطة إلى 50.290966 ثانية القوس سنويًا، لذلك اعتبارًا من أكتوبر 2016، لم تعد نقطة الميزان موجودة في كوكبة الميزان وهي الآن في برج العذراء المجاور لها.